# Njemen
Njemen (lit. Nemunas, bje. Нёман) je rijeka u Istočnoj Europi, koja izvire u Bjelorusiji, protječe kroz Rusiju, a u Litvi se deltom ulijeva u Kurski zaljev, Baltičko more. Dijelom svojeg tijeka rijeka Njemen čini granicu između Litve i ruske Kalinjingradske oblasti. U rijeku Njemen se ulijeva oko 180 pritoka (15 pritoka je dulje od 100 km), a najvažnije su Vilija, Ščara i Šešupe. Izgradnjom brane na rijeci Njemen, u blizini Kaunasa, 1959. g. nastalo je Kaunsko jezero. Rijeka je gotovo čitavim svojim tijekom plovna (oko 900 km), a kanalom Augustówo, izgrađenim u 19. stoljeću, rijeka Njemen je povezana s rijekom Vislom. 

## Vanjske poveznice
|  | Zajednički poslužitelj ima još gradiva o temi Njemen |